# Ипподром

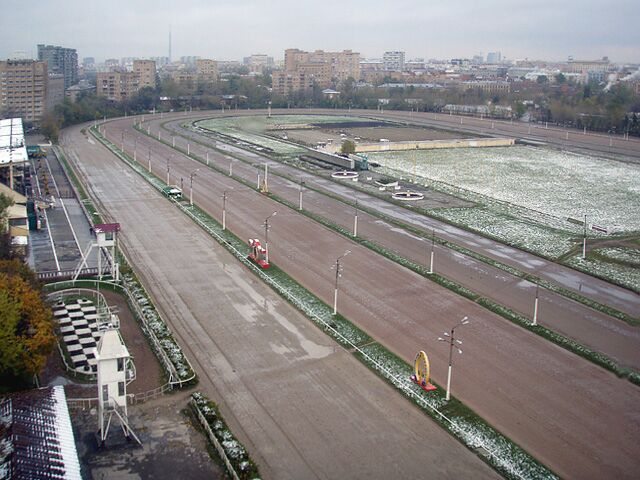
Московский ипподром

Ипподро́м (др.-греч. ἱππόδρομος, от ἵππος — лошадь и δρόμος — бег, площадь для состязаний в беге):
- комплекс сооружений для испытаний рысистых и скаковых лошадей и соревнований по конному спорту;
- учреждение, их организующее.

Прототипом современных ипподромов являются древнегреческие гипподромы. Также на ипподромах проводят выставки и выводки лошадей. Ипподром возник в эпоху Древней Греции как архитектурное сооружение для проведения испытаний лошадей и развлечений. Постепенно из простой арены с трибунами он сформировался в многофункциональный зрелищно-спортивный комплекс для проведения ипподромных испытаний, тренировок, выставок и аукционов лошадей, а  также для организации соревнований по классическим дисциплинам конного спорта.

## Виды ипподромов
Ипподромы делятся на:
- скаковые — только для проведения скачек
- беговые — только для проведения рысистых бегов или бегов иноходцев
- комбинированные — для проведения и тех, и других испытаний

## Описание
Чтобы снизить воздействие центробежной силы, в поворотах беговой дорожки делают виражи с наклоном внутрь на 10—12°. На внутренней бровке дорожки устанавливают столбы, указывающие место стартов на различные дистанции, а также отмечающие участки дистанции, прохождение которых должно фиксироваться. На крупных ипподромах внутри круга оборудуют специальную трассу для стипль-чеза с постоянными препятствиями. Там же обычно оборудуют площадки для проведения различных конноспортивных соревнований и игр.
Вдоль финишного отрезка дорожки расположены трибуны для зрителей. Судейская вышка находится против финишного столба. Вблизи трибун отводят огороженное место (паддок) для седловки или запрягания лошадей и выводки их перед стартом. Здесь же оборудуют помещения для технического обслуживания (весы и др.).
На территории ипподрома или неподалёку от него располагают конюшни для лошадей, ветеринарный лазарет, карантин, кузницу, хозяйственные службы. Крупные ипподромы оснащены современными техническими средствами, позволяющими получать полную и точную информацию о ходе испытаний, включая приборы для записи на плёнку, автоматической фиксации резвости рысаков, фотофиниш, электротабло для информации зрителей, автоматизированную систему взаимных пари, автостарты и т. д.

### Территория ипподрома имеет четыре зоны: зрелищно-развлекательную, спортивно-тренировочную, хозяйственно-техническую, и зелёную.
Зрелищно-развлекательная зона включает: входную, зрительскую, кассовую с залом тотализатора, административную, комментаторскую, журналистскую и развлекательную подзоны; спортивно-тренировочная зона – подзоны ипподромного поля, турнирного поля для конного спорта и спортивного манежа; хозяйственно-техническая зона – подзону сооружений для содержания лошадей, складскую и вспомогательную подзоны; зелёная зона – подзону ограждающих насаждений и разделительную подзону. Все подзоны объединены между собой коммуникационными связями для посетителей и  работников. Зрелищно-развлекательная зона состоит из сооружений: плоскостных – входная зона для посетителей с разгрузочной площадкой, стоянка для автомобилей посетителей, стоянка для служебных автомобилей, зона охраны, паддок перед трибунами для   награждения победителей и проведения аукционов; объемных с трибуны, здание  администрации ипподрома, кафе, ресторан, контрольное здание, гостиница и др.

#### Спортивно-тренировочная зона состоит из сооружений: плоскостных — ипподромное поле, тренировочные и турнирные площадки для выездки и конкура; объемных — манеж.
Ипподромное поле в зависимости от функционального типа может быть разной конфигурации: эллипсовидной, треугольной, грушевидной, свободной форм. Ипподромы бывают: однофункциональными (проводятся только рысистые бега либо скачки), двухфункциональными (организуются рысистые бега и скачки) и полифункциональными (проводятся ипподромные состязания и соревнования по классическим дисциплинам конного спорта, а также развлекательные мероприятия; такой ипподром включает крытый манеж). Ипподромное поле, как правило, одно, но иногда на ипподроме есть два таких поля, которые состоят из беговых или скаковых дорожек (от двух до пяти). По возможности дорожки оборудуются осветительными мачтами, электронным табло и подземным туннелем, ведущим от трибун к конюшням. Конкурное поле – это ограждённая площадка размером не менее 40х75 м, а в среднем 100х150 м, на которой устанавливаются разборные препятствия высотой от 90 до 210 см и шириной 3,5 м. Поле для выездки, на котором нанесена буквенная разметка, бывает двух видов: малое 20х40 м и большое 20х60 м. Ограждением поля для выездки служат передвижные низкие деревянные бортики, на которых установлены деревянные тумбы с буквенной разметкой для ориентации всадника во время исполнения программы выступления. Грунт поля может быть песчаным или комбинированным. Все эти сооружения должны занимать территорию с размерами, соответствующими требованиям проведения соревнований международной федерации конного спорта. Крытый манеж имеет следующие структурные части: поле манежа, предманежник, конюшню, трибуны, вестибюльную группу помещений, административную группу помещений и помещения для спортсменов и тренеров. Поле манежа имеет размеры 20х40 и 40х60 м, высоту не менее 4,5 м и прямоугольную форму плана с соотношением сторон 2:1. Планировочная организация манежа бывает трех видов: манеж с внутренним двориком, манеж сблокирован с конюшней, манеж в едином объёме с конюшней. Кроме прямоугольных спортивных манежей, для тренировки молодых лошадей проектируют круглые манежи «бочки», которые делают открытыми и крытыми диаметром 17 – 20 м [12].
Хозяйственно-техническая зона, обеспечивающая содержание лошадей, хранение кормов, подстилки, хозяйственной техники, рабочего инвентаря, организацию ветеринарного ухода за лошадьми, включает: конюшни, левады (загоны для выгула лошадей), механические водилки, склады кормов и подстилки, аварийный резервуар с водой, ветеринарный лазарет, хозяйственные площадки при каждой конюшне, гараж для хозяйственной техники, автовесы. В эту зону может входить общежитие для работников.

## Скаковой ипподром
Скаковой круг для верховых лошадей должен иметь такую же ширину и общую длину не менее 1600 м с финишной прямой не короче 400 м. Покрытие скаковой дорожки может быть песчаным или травяным. Скаковая дорожка разделена на 500-метровые отрезки, время прохождение которых во время скачки фиксируется судейской комиссией. Жокею и тренеру такое разделение помогает грамотно разложить силы лошади по дистанции.

## Беговой ипподром
Для испытаний рысаков оборудуется беговая дорожка шириной не менее 15 и длиной не короче 800 с финишной прямой от 250 м и более. Покрытие беговых ипподромов бывает разнообразным: гранитная крошка, грунт, шлаковая, асбестовая крошка, бывает всепогодное покрытие, не намокающее даже в дождливую погоду. Часто рядом с основной дорожкой оборудуется одна или несколько тренировочных с разными покрытиями.
Беговой круг в России разделён, в отличие от скакового, на 400-метровые отрезки, называемые четвертями. Поскольку в России для рысаков классической считается дистанция 1600 м, в ней четыре четверти по 400 метров. Если рысаки бегут на дистанцию 2400 м, она разделена на шесть таких четвертей. Дистанция 3200 м, также встречающаяся на беговых ипподромах России делится, соответственно, на восемь четвертей.

## Российские ипподромы

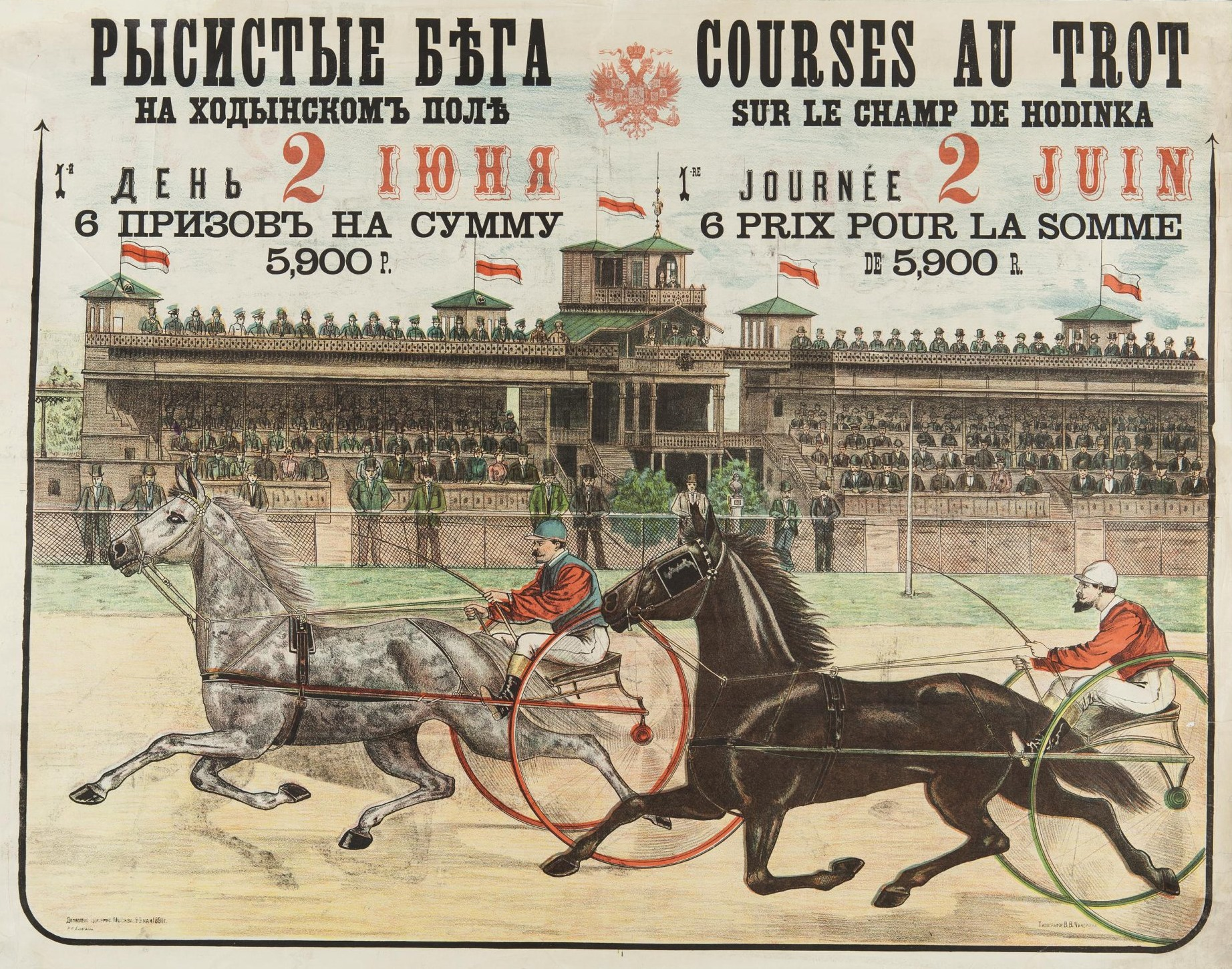
Рысистые бега на Ходынском поле (Московский ипподром. Афиша 1891 года.

В России 8 крупных и реально действующих ипподромов и 28 так называемых ГЗК — государственных заводских конюшен с ипподромами, на которых не действует тотализатор.
В России первый ипподром был открыт в 1826 году в городе Лебедянь Тамбовской губернии (сейчас Липецкая область). Одним из старейших в Европе и первым в мире рысистым ипподромом так же является Московский ипподром, открытый 1834 году.
Крупнейшими ипподромами в России считаются:
- Центральный Московский ипподром (ЦМИ) — комбинированный
- Казанский ипподром — комбинированный
- Пермский республиканский ипподром — комбинированный (закрыт[2])
- Пятигорский ипподром — скаковой
- Раменский республиканский ипподром — беговой
- Алтайский краевой ипподром — комбинированный
- Уфимский ипподром «Акбузат» — комбинированный

Другие российские ипподромы:
- Алтайский краевой ипподром
- Акбузат (ипподром)
- Воронежский ипподром
- Ижевский ипподром
- Иркутский ипподром
- Казанский ипподром
- Кировский ипподром
- Краснодарский ипподром
- Курганский ипподром
- Омский ипподром
- Орловский ипподром
- Нальчикский ипподром
- Нижегородский ипподром
- Новосибирский ипподром
- Пензенский ипподром
- Псковский ипподром
- Пятигорский ипподром
- Раменский республиканский ипподром
- Ростовский ипподром
- Самарский ипподром
- Саратовский ипподром
- Тамбовский ипподром
- Тверской ипподром
- Улан-Удэнский ипподром
- Ульяновский ипподром

## Известные ипподромы

### Иностранные

#### ОАЭ
- Мейдан — самый большой в мире ипподром.

#### Чешские
- Пардубицкий ипподром

#### Испанские
- Мадридский ипподром

#### США
- Лексингтонский ипподром

#### Английские
- Ипподром Нью-Маркет
- Эпсомский ипподром

#### Французские
- Венсеннский ипподром
- Ипподром Лоншан

#### Украинские
- Киевский ипподром
- Харьковский ипподром
- Одесский ипподром
- Луганский ипподром
- Львовский ипподром

#### Казахстанские
- Алматинский ипподром
- Ипподром Нурдаулет
- Ипподром «Кулагер» (г. Петропавловск)

### Исторические
- Площадь Ахмедие
- Циркус Максимус